# Punggasan Timur
Punggasan Timur is een bestuurslaag in het regentschap Zuid-Pesisir van de provincie West-Sumatra, Indonesië. Punggasan Timur telt 3501 inwoners (volkstelling 2010).